# Flughafen Ua Huka

i7
i11
i13
Der Flughafen Ua Huka (IATA-Code: UAH, ICAO-Code: NTMU) ist ein Flughafen auf Ua Huka in Französisch-Polynesien. Der Flughafen liegt 2,2 km südwestlich der Ortschaft Hane.

## Fluggesellschaften und Ziele
Die einzige Fluggesellschaft, welche den Flughafen im Linienbetrieb anfliegt ist Air Tahiti.
| Fluggesellschaft | Ziele                     |
| ---------------- | ------------------------- |
| Air Tahiti       | Atuona, Nuku Hiva, Ua Pou |